# Şehzade
Şehzade (en turco otomano: شاهزاده) fue el título utilizado en el Imperio otomano para referirse a los descendientes varones del soberano otomano
por línea masculina. Su equivalente sería el título de príncipe. Este título no tenía un equivalente femenino, ya que las mujeres eran llamadas solamente por su nombre seguido de la palabra Sultan, ej: Mihrimah Sultan.